# Juta Kostorz
Juta Elfryda Kostorz, z d. Michalska (ur. 28 lutego 1943 w Chorzowie) – polska piłkarka ręczna, mistrzyni i reprezentantka Polski, trener piłki ręcznej.

## Życiorys
Jest wychowanką Startu Chorzów, z którym w 1959 zajęła 2. miejsce w turnieju o Puchar Polski. Od stycznia 1960 występowała w Ruchu Chorzów, z którym zdobyła sześć tytułów mistrzyni Polski (1962, 1963, 1964, 1973, 1974, 1975), trzy tytuły wicemistrzyni Polski (1961, 1966, 1976), dwa brązowe medale mistrzostw Polski (1960, 1965), a także wicemistrzostwo Polski w odmianie 11-osobowej (1961).
W 1960 debiutowała w reprezentacji Polski juniorek w odmianie 11-osobowej. W reprezentacji Polski seniorek w odmianie 7-osobowej debiutowała w 1961. Trzykrotnie wystąpiła na mistrzostwach świata, zajmując odpowiednio: 1962 – 7. miejsce, 1965 – 8. miejsce, 1973 – 5. miejsce. Łącznie w reprezentacji Polski seniorek wystąpiła latach 1961–1974 w 62 spotkaniach oficjalnych, zdobywając 60 bramek.
W latach 1974–1988 pracowała z młodzieżowymi drużynami Ruchu Chorzów i MKS Zryw Chorzów, zdobywając mistrzostwo Polski juniorek w 1978 i wicemistrzostwo Polski juniorek w 1985.
W 1975 została najlepszą piłkarką ręczną 30-lecia PRL w Plebiscycie Związku Piłki Ręcznej w Polsce. W 1985 została odznaczona Złotym Krzyżem Zasługi. W 2016 otrzymała Odznakę Diamentową z Wieńcem za Zasługi dla Piłki Ręcznej.